# The Purge (Franchise)
The Purge ist ein US-amerikanisches Horror-Action und Thriller-Franchise, dessen Filme von Universal Pictures vertrieben und von Blumhouse und Platinum Dunes produziert werden. Die Drehbücher zu den Filmen schrieb James DeMonaco, inspiriert dazu wurde er von der Episode „Landru und die Ewigkeit“ der Fernsehserie Raumschiff Enterprise. Die Filme zeigen ein scheinbar gewöhnliches Amerika in naher Zukunft. Das Land ist jedoch eine Dystopie, bei dem ein jährliches Ereignis namens „The Purge“ (deutsch: Säuberung) ausgeführt wird. Während dieses Ereignisses sind alle Verbrechen, einschließlich Mord für 12 Stunden erlaubt.
Das Franchise begann 2013 mit dem Film The Purge – Die Säuberung. Bisher sind 5 Filme erschienen und ein weiterer in Produktion. Zusätzlich zu den Filmen erschien 2018 eine 20 Episoden lange Fernsehserie, die den gleichen Titel wie der erste Film trägt.
Das Franchise wurde von Kritikern gemischt aufgenommen, negativ für das Drehbuch und die klischeehaften Geschichten, aber für das Konzept, die Schauspielerei, den Stil und die Action-Sequenzen positiv. Die Filmreihe konnte bei einem Gesamtproduktionsbudget von 53 Millionen US-Dollar insgesamt über 533 Millionen US-Dollar einspielen.

## Filme
| Film                      | Deutsche Erstveröffentlichung | Regie           | Drehbuch       | Produktion                                                                              |
| ------------------------- | ----------------------------- | --------------- | -------------- | --------------------------------------------------------------------------------------- |
| The Purge – Die Säuberung | 13. Juni 2013                 | James DeMonaco  | James DeMonaco | Jason Blum, Brad Fuller, Andrew Form, Michael Bay & Sebastien Lemercier                 |
| The Purge: Anarchy        | 31. Juli 2014                 | James DeMonaco  | James DeMonaco | Jason Blum, Brad Fuller, Andrew Form, Michael Bay & Sebastien Lemercier                 |
| The Purge: Election Year  | 15. September 2016            | James DeMonaco  | James DeMonaco | Jason Blum, Brad Fuller, Andrew Form, Michael Bay & Sebastien Lemercier                 |
| The First Purge           | 5. Juli 2018                  | Gerard McMurray | James DeMonaco | Jason Blum, Brad Fuller, Andrew Form, Michael Bay & Sebastien Lemercier                 |
| The Forever Purge         | 12. August 2021               | Everardo Gout   | James DeMonaco | Jason Blum, Brad Fuller, Andrew Form, Michael Bay, James DeMonaco & Sebastien Lemercier |
| The Purge 6               |                               | James DeMonaco  | James DeMonaco |                                                                                         |

## Chronologie
Die Purge-Filme sind in nicht chronologischer Reihenfolge erschienen. Hier sind alle Filme und die TV-Serie in chronologischer Reihenfolge gelistet. (In Klammern das Jahr der Handlung)
- The First Purge (2017)
- The Purge – Die Säuberung (2022)
- The Purge: Anarchy (2023)
- The Purge – Die Säuberung (2027)
- The Purge: Election Year (einleitend 2022, dann 2040)
- The Forever Purge (2048)

## Wiederkehrende Charaktere
| Rolle                                        | Filme                     | Filme              | Filme                             | Filme            | Filme                  | Fernsehserie              | Fernsehserie              | Synchronsprecher   |
| Rolle                                        | The Purge – Die Säuberung | The Purge: Anarchy | The Purge: Election Year          | The First Purge  | The Forever Purge      | The Purge – Die Säuberung | The Purge – Die Säuberung | Synchronsprecher   |
| Rolle                                        | The Purge – Die Säuberung | The Purge: Anarchy | The Purge: Election Year          | The First Purge  | The Forever Purge      | Staffel 1                 | Staffel 2                 | Synchronsprecher   |
| -------------------------------------------- | ------------------------- | ------------------ | --------------------------------- | ---------------- | ---------------------- | ------------------------- | ------------------------- | ------------------ |
| Megan Lewis Purge Emergency Broadcast System | Cindy Robinson S          | Cindy Robinson S   | Cindy Robinson S                  | Cindy Robinson S | Cindy Robinson S       | Cindy Robinson S          | Cindy Robinson            |                    |
| Dante Bishop Der blutige Fremde              | Edwin Hodge               | Edwin Hodge C      | Edwin Hodge                       |                  |                        |                           |                           | Martin Kautz       |
| James Sandin                                 | Ethan Hawke               | Ethan Hawke A      |                                   |                  |                        |                           | Ethan Hawke C             | Frank Schaff       |
| Anführer                                     | Rhys Wakefield            | Rhys Wakefield A   |                                   |                  |                        |                           |                           | Timmo Niesner      |
| Leo Barnes                                   |                           | Frank Grillo       | Frank Grillo                      |                  |                        |                           |                           | Oliver Siebeck     |
| Senatorin Charlene Roan                      |                           |                    | Elizabeth Mitchell Christy Coco J |                  | Elizabeth Mitchell A S |                           |                           | Christin Marquitan |
| Bobby Sheridan                               |                           |                    |                                   |                  |                        | Dermot Mulroney S         | Dermot Mulroney           | Mike Carl          |

## Rezeption

### Einspielergebnisse und Zuschauerzahlen
Mit einem Einspielergebnis von über 533 Millionen US-Dollar befindet sich die Filmreihe auf Platz 16 der weltweit erfolgreichsten Horrorfilmreihen (Stand: 28. Januar 2023).
| Film                      | Einspielergebnisse in US-Dollar | Einspielergebnisse in US-Dollar | Einspielergebnisse in US-Dollar | Budget  | Zuschauer (DE) |
| Film                      | Nordamerika                     | Deutschland                     | Weltweit                        | Budget  | Zuschauer (DE) |
| ------------------------- | ------------------------------- | ------------------------------- | ------------------------------- | ------- | -------------- |
| The Purge – Die Säuberung | 64.473.115                      | 2.992.582                       | 89.328.627                      | 3 Mio.  | 312.342        |
| The Purge: Anarchy        | 71.962.800                      | 5.298.783                       | 111.928.365                     | 9 Mio.  | 500.056        |
| The Purge: Election Year  | 79.213.375                      | 5.699.788                       | 118.587.880                     | 10 Mio. | 604.779        |
| The First Purge           | 69.488.745                      | 6.473.722                       | 137.056.262                     | 13 Mio. | 640.006        |
| The Forever Purge         | 44.539.245                      | 2.263.467                       | 76.994.245                      | 18 Mio. | 279.888        |
| Gesamt:                   | 329.677.280                     | 22.728.342                      | 533.895.379                     | 53 Mio. | 2.337.071      |

### Kritiken
(Stand: 28. Januar 2023)
| Film                      | Rotten Tomatoes     | Metascore        | IMDb                      |
| ------------------------- | ------------------- | ---------------- | ------------------------- |
| The Purge – Die Säuberung | 40 % (159 Kritiken) | 41 (33 Kritiken) | 5,7 (227.109 Bewertungen) |
| The Purge: Anarchy        | 57 % (145 Kritiken) | 50 (32 Kritiken) | 6,4 (154.644 Bewertungen) |
| The Purge: Election Year  | 55 % (165 Kritiken) | 55 (31 Kritiken) | 6,0 (103.382 Bewertungen) |
| The First Purge           | 55 % (177 Kritiken) | 54 (39 Kritiken) | 5,2 (65.344 Bewertungen)  |
| The Forever Purge         | 49 % (159 Kritiken) | 53 (33 Kritiken) | 5,4 (35.402 Bewertungen)  |